# Jean Joseph Lombard de Roquefort
Jean Joseph Lombard de Roquefort (1738 - ?) est un militaire français du XVIIIe siècle qui devient le premier maire d'Antibes.

## Biographie
Jean Joseph Lombard de Roquefort né en 1738 à Antibes. Il est le frère de Louis-Antoine Lombard de Roquefort, lieutenant-colonel du génie à Antibes.
Il s'engage dans l'armée et devient successivement enseigne (en 1756), lieutenant (en 1757), capitaine (en 1770) puis capitaine-commandant (en 1778) de l'unité de combat Hainault. Devenu major, il participe au siège de Savannah en 1779, où il est blessé à la sortie de Rhode Island. Cette blessure lui vaut la Croix de Saint-Louis. Il est par la suite nommé commandant de bataillon auxiliaire des colonies avec rang de lieutenant-colonel (en 1784) et enfin, colonel commandant les cadets gentilshommes des colonies en 1787. 
En 1789 et 1790, il est le premier maire de la ville d'Antibes. Par la suite, il est de nouveau colonel, cette fois du régiment du Port-au-Prince devant Port-au-Prince en 1792-1793.

## Sources
Lombard de Roquefort, Jean Joseph de, colonel commandant les cadets-gentilshommes des colonies